# كلودين بيكفورد
كلودين بيكفورد (10 أكتوبر 1988 في جامايكا - ) (بالإنجليزية: Claudine Beckford)‏ هي لاعبة كريكت جامايكية. شاركت مع منتخب الولايات المتحدة الوطني للكريكت.

## وصلات خارجية
- كلودين بيكفورد على موقع إي آس بي آن كريك إنفو (الإنجليزية)